# Colaspidea
Colaspidea es un género de escarabajos  de la familia Chrysomelidae. En 1833 Laporte describió el género. Contiene las siguientes especies:
- Colaspidea globosa Küster, 1848
- Colaspidea grossa Fairmaire, 1866
- Colaspidea metallica Rossi, 1790
- Colaspidea oblonga Blanchard, 1855